# Austrosynapha pulchella
Austrosynapha pulchella är en tvåvingeart som först beskrevs av Tonnoir och Edwards 1927.  Austrosynapha pulchella ingår i släktet Austrosynapha och familjen svampmyggor. Inga underarter finns listade i Catalogue of Life.